# Flaga stanowa Kansas
Flagę tę, ale bez napisu, ustanowiono 23 marca 1927 roku. Słonecznik jest narodowym kwiatem stanu. Heraldyczna chusta pod nim symbolizuje zakup Luizjany przez USA, którą symbolizuje błękitny kolor. Trzydzieści cztery gwiazdy oznaczają, że Kansas był trzydziestym czwartym stanem przyjętym do Unii. Nad nimi widnieje stanowa dewiza Przez trudności do gwiazd. Oracz symbolizuje rolnictwo stanowiące podstawę przyszłego dobrobytu, a parowiec jest symbolem handlu. Przeszłość stanu przedstawia chata osadnika, wozy ciągnące przez prerię na zachód oraz stado uciekających bizonów i ścigający je Indianie na koniach.
Przyjęta 30 czerwca 1963 roku. Proporcje 3:5.